# Латковцы
Латковцы (укр. Латківці) — село в Мельнице-Подольской поселковой общине Чортковского района Тернопольской области Украины.
До 2020 года входило в Борщёвский район.
Код КОАТУУ — 6120888304. Население по переписи 2001 года составляло 322 человека.

## Географическое положение
Село Латковцы находится на правом берегу реки Дзвина,
выше по течению примыкает село Урожайное,
ниже по течению примыкает село Дзвенигород.
Рядом проходит автомобильная дорога Т-2002.

## История
- 1570 год — первое упоминание о селе.

## Объекты социальной сферы
- Школа I—II ст.
- Дом культуры.
- Фельдшерско-акушерский пункт.

## Достопримечательности
- Братская могила советских воинов.